# Río Abitibi
El río Abitibi (del inglés: Abitibi River) es un río de la vertiente ártica de Canadá que discurre por el noreste de la provincia de Ontario, fluyendo en dirección noroeste desde el lago Abitibi hasta unirse al río Moose, que luego desemboca en la bahía de James. Tiene 540 km de longitud y desciende 265 m.
El río fue una importante ruta en la época del comercio de pieles para la Compañía de la Bahía de Hudson. Ahora, la industria de la pulpa y papel, centrada en la ciudad de Iroquois Falls (Ontario), Ontario, es la principal industria en la región muy boscosa a través del cual fluye. La región también vive del turismo y la minería de oro.
La Estación Generadora Abitibi Canyon (Abitibi Canyon Generating Station) está situada en el río en el cañón del Abitibi (Abitibi Canyon). La experiencia de  topografíar el río para de la construcción de esta planta fue la inspiración para el cantante de folk Wade Hemsworth de "The Black Fly Song".
Los principales afluentes del Abitibi son los ríos Little Abitibi, Frederick House y Black.

## Toponimia
«Abitibi» quiere decir «aguas medias» y viene de las palabras algonquinas abitah, que significa 'media' y nipi que significa 'agua', posiblemente una referencia a su ubicación geográfica a medio camino entre el río Harricana (de la palabra algonquina  Nanikana, que significa 'el camino principal'), al este, y el sistema fluvial Kapuskasing-Mattagami, al oeste.
La Relation des Jesuitas de 1660 menciona al pueblo Outabitibek. En su carta de 1685, Hubert Jaillot designa este lago con el nombre de lago de los Tabitibis, en su parte superior, y como lago Piscoutagamy, en su parte inferior.
Hubo que esperar hasta 1915 para que la ortografía de la palabra Abitibi fuese fijada definitivamente, con una decisión de la Comisión de Geografía que eligió su grafía, tras evaluar Abbitibi, Abitibbi y Abbitibbi

## Curso
Los pruntos más destacados del curso del Abitibi, en dirección aguas abajo, son los siguientes:
- comienzo en el emisario del lago Abitibi (48°47′6″N 80°10′23″O / 48.78500, -80.17306);
- punto más meridional  (48°42′26″N 80°38′25″O / 48.70722, -80.64028);
- Ansonville (Ontario) (48°45′26″N 80°40′43″O / 48.75722, -80.67861);
- Iroquois Falls (Ontario) (48°46′41″N 80°40′6″O / 48.77806, -80.66833);
- cruce de la Ontario Northland Railway (49°12′43″N 81°0′37″O / 49.21194, -81.01028);
- planta hidroeléctrica de Long Sault Rapids  (49°12′44″N 81°0′52″O / 49.21222, -81.01444);
- confluencia con el río Black (49°20′58″N 81°6′34″O / 49.34944, -81.10944);
- confluencia con el  río Frederick House (49°18′51″N 81°16′58″O / 49.31417, -81.28278);
- cruce de la Ontario Northland Railway hacia Island Falls Station (Ontario) (49°32′53″N 81°22′56″O / 49.54806, -81.38222);
- Island Falls (Ontario) (49°34′3″N 81°23′16″O / 49.56750, -81.38778);
- Abitibi Canyon Generating Station cerca de Fraserdale (Ontario) (49°53′42″N 81°34′42″O / 49.89500, -81.57833);
- planta hidroeléctrica de Otter Rapids Generating Station (50°10′57″N 81°38′37″O / 50.18250, -81.64361);
- Coral Rapids (Ontario) (50°13′17″N 81°40′33″O / 50.22139, -81.67583);
- punto más occidental (50°15′25″N 81°40′48″O / 50.25694, -81.68000);
- confluencia con el  río Little Abitibi (50°29′29″N 81°32′7″O / 50.49139, -81.53528);
- desembocadura en el río Moose (51°4′17″N 80°55′32″O / 51.07139, -80.92556);
- entra en la bahía James como parte del río Moose (51°21′14″N 80°24′14″O / 51.35389, -80.40389);

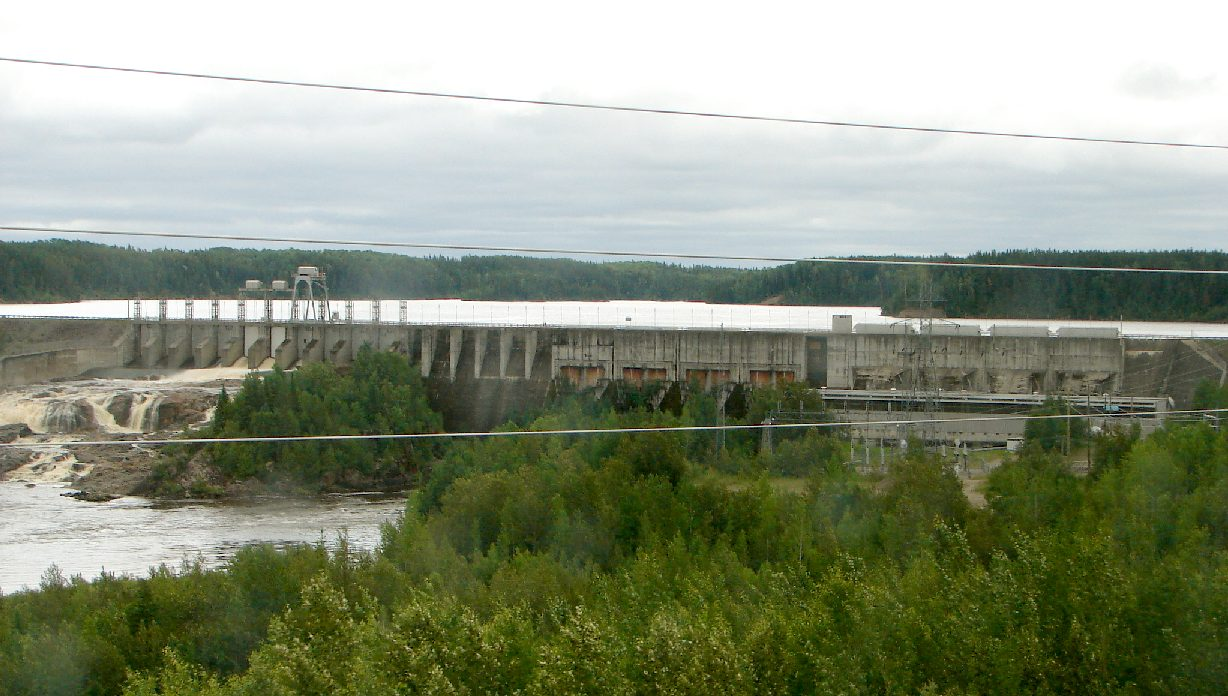
Otter Rapids Dam vista desde el ONR railway.